# 動感101
动感101，全称为上海人民广播电台流行音乐频率，原名上海东方广播电台音乐频率，是隶属于上海广播电视台的一个以播送华语流行音乐为主的广播频率，是中国大陆第一家纯流行音乐电台。频率为调频101.7兆赫。播出语言以普通话为主，加以少量上海话为辅。电台在上海市浦东新区陆家嘴东方明珠广播电视塔发射，有效覆盖长江三角洲地区。由该电台主办的东方风云榜，是中国大陆成立最早的流行音乐排行榜节目。

## 电台主要播出内容
该电台全天24小时播出（除每周五00:00-06:00停机检修）。主要播送华语流行音乐，中间穿插少量英语流行音乐和极少量韩国流行音乐以及简要新闻、天气预报。每年会定期和不定期转播格莱美颁奖典礼、北京流行音乐典礼和东方风云榜颁奖典礼等国内外重大音乐活动。

## 主要节目
- 音乐早餐
- 音乐爱远行
- 101人来疯
- 音乐万花筒
- 东方风云榜
- 越夜越动听
- 下一站星光
- 音乐爱联播
- 小畅翻牌
- 101爱电影
- 101欢唱派对
- 超级DJ
- Mix Party

## 主持人
现职
| 姓名           | 主持节目                                  | 备注 |
| -------------- | ----------------------------------------- | ---- |
| 周璐玺（小畅） | 《小畅翻牌》                              |      |
| 盛钰（克里斯） | 《音乐早餐》                              |      |
| 郭林钧（小锅） | 《音乐早餐》                              |      |
| 陈子劲         | 《音乐早餐》                              |      |
| 何远           | 《音乐爱远行》                            |      |
| 野营           | 《101人来疯》                             |      |
| 汪恺           | 《东方风云榜》                            |      |
| 褚燕琳（小楚） | 《音乐万花筒》                            |      |
| 罗毅           | 《东方风云榜》《越夜越动听》              |      |
| 利奥           | 《音乐万花筒》                            |      |
| 陈清（小鹿）   | 《音乐早餐》《音乐万花筒》                |      |
| 张睿（夏末）   | 《绕着地球跑》                            |      |
| 张彤           | （暂无）                                  |      |
| 赵天乐（乔克） | 《音乐万花筒》《音乐爱远行》《101爱电影》 |      |

已离职（部分）
- 麦子
- 隋蕾
- 康康
- 周瑾（现为上海广播电视台都市频道主持人）
- 万芳
- 韩耕
- 高山峰(高峰)（现为上海东方广播公司副主任兼广告部主任）
- 阚晓君（现为SMG旗下魔都电台脱口秀演员）
- 李炯定(丁丁) （现任喜马拉雅总编辑）
- 邹丽(小短) （已跳槽至love radio）

## 播出频率
- 调频：101.7MHz（东方明珠广播电视塔发射）